# Сестро, дій

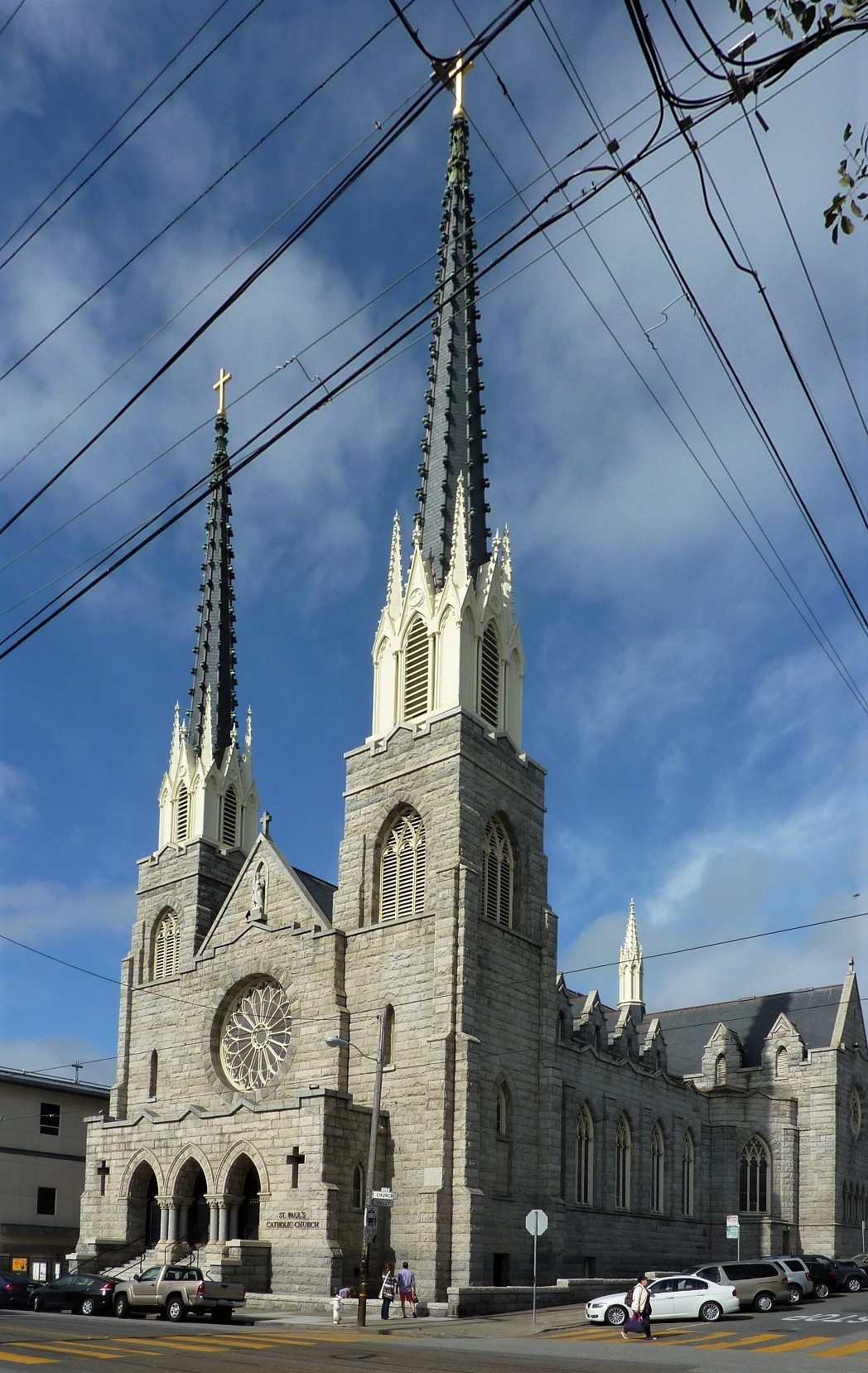
Католицька церква Святого Павла у Сан-Франциско де проходили зйомки

«Сестро, дій» (англ. Sister Act) — американський комедійний фільм 1992 року режисера Еміля Ардоліно з Вупі Голдберг у головній ролі.

## Сюжет
Співачка Долорес, що є коханкою власника казино, випадково стає свідком як її обранець вбиває людину і з'ясовує що той насправді є кримінальним босом. Щоб зберегти їй життя до суду, поліція ховає Долорес в жіночий монастир під ім'ям Мері Кларенс. 
Новоспечена «черниця» приєднується до хору і перетворює звичайні церковні співи на дискотеку, а також змушує інших черниць вийти за стіни монастиря і почати служити Богу не лише молитвами, а й добрими справами. Зміни в монастирі привертають все більше й більше прихожан (серед яких є навіть неформали). Згодом слава про монастир зростає настільки, що навіть сам Папа Римський збирається відвідати недільну службу. 
Тим часом гангстери знаходять місцеположення Долорес...

## У ролях
- Вупі Голдберг — Долорес / сестра Мері Кларенс
- Гарві Кейтель — Вінс, гангстер і коханець Долорес
- Білл Нанн — Едді Саузер, лейтенант поліції
- Джим Бівер — детектив Кларксон
- Меггі Сміт — мати-настоятелька
- Кеті Наджимі — сестра Мері Патрік
- Мері Вікс — сестра Мері Лазар
- Венді Маккена — сестра Мері Роберт